# Phil Spector
Harvey Phillip ”Phil” Spector, född 26 december 1939 i The Bronx i New York, död 16 januari 2021 i Stockton, Kalifornien, var en amerikansk musikproducent och dömd mördare. Spector revolutionerade skivindustrin på 1960-talet med det så kallade Wall of Sound. Han producerade skivor åt bland andra The Ronettes, The Crystals och Darlene Love, men också åt Ike & Tina Turner samt The Beatles och The Ramones. Ike & Tina Turner-inspelningen ”River Deep – Mountain High” är hans idag mest kända produktion, trots att den bara nådde 88:e plats på Billboard-listan. Spector räknas som en av pophistoriens mest betydelsefulla personer.
Samlingsskivan Back to Mono är en genomgång av alla hans inspelningar från 1960- och 1970-talen. Spector spelade även in ett par låtar där han själv sjunger och spelar, bland annat ”To Know Him Is to Love Him” med The Teddy Bears. Låttiteln är tagen från hans fars gravsten. Spector var 19 år när han slog igenom med denna låt 1958.
År 2009 dömdes Spector till lägst 19 års fängelse för mord på den 40-åriga skådespelerskan Lana Clarkson. Han hade kunnat ansöka om villkorlig frigivning vid 88 års ålder, men avled i fängelset av covid-19, 81 år gammal.

## Wall of Sound
Phil Spectors idé om hur musiken skulle produceras revolutionerade skivindustrin. Hans wall of sound ("ljudvägg") innebar att pop- och rockmusik skulle spelas med stora orkestrar som skapade en massiv ljudvägg där instrumenteringen var lika viktig som sången. Stor del i soundet hade superstudiomusiker som "The Wrecking Crew", vilka låg bakom det mesta av musiken på den tidens stora hitlåtar på USA-listan och ansedda som de mest samspelta musikerna i pop-rockbranschen genom tiderna. "Musik handlar inte bara om sång", uttryckte Spector saken.
Han använde sig av minst dubbel uppsättning av alla instrument. Fanns inte dubbel uppsättning, så spelade han in instrumentet två gånger. Inspelningen skedde sedan i mono och med källareko, med uppställda ljudväggar mellan instrumenten i den förhållandevis lilla studion, där ljudväggen gjorde ljudet ännu mera massivt. Spector gjorde till sist också en avslutande provlyssning på en enkel transistorradio, eftersom flertalet lyssnare enbart skulle lyssna till musiken på sådana, eller på enklare, bilradioapparater. 

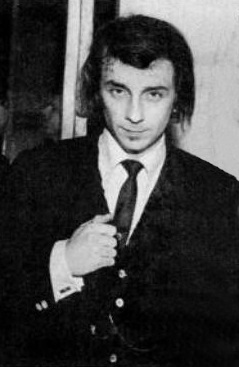
Phil Spector 1965.

Julalbumet A Christmas Gift for You from Phil Spector från november 1963 med Spectors samtliga stjärnor anses idag vara ett mästerverk och har utgjort förebild för många senare julrockalbum. Början till slutet för wall of sound-tekniken var Ike & Tina Turners "River Deep - Mountain High" från 1966, som var en teknisk succé men ett kommersiellt misslyckande i USA (även om låten blev en stor framgång i Europa). Artister som senare använt sig av wall of sound-principen är bland andra Abba, The Beach Boys, Bruce Springsteen och The Beatles.

## Inspelningar på 1970-talet
År 1970 fick Phil Spector kontakt med John Lennon och hans nya grupp Plastic Ono Band. Spector producerade gruppens tredje singel "Instant Karma" 1970. The Beatles hade då i praktiken – men inte officiellt – upphört att existera som grupp. Gruppen hade dock fortfarande en outgiven LP, Get Back. Denna hade redan mixats i två versioner av gruppens ordinarie producent George Martin och dennes assistent Glyn Johns, men den hade ännu inte givits ut. John Lennon överlämnade då de inspelade rullbanden till Phil Spector, som gjorde en tredje mixning med nyinspelade instrumentpålägg. Albumet kom ut den 8 maj 1970 med titeln Let It Be.
Efter The Beatles upplösning kom Phil Spector under några år att i stort sett producera samtliga skivor med John Lennon och George Harrison. Det var således Spector som producerade Lennons kända album John Lennon/Plastic Ono Band 1970 och Imagine 1971 liksom Harrisons två trippelalbum All Things Must Pass 1970 och The Concert for Bangla Desh 1972. Spector medverkade också som musiker. Han spelar till exempel piano på låten Love på Lennons album John Lennon/Plastic Ono Band. På omslaget till Lennons dubbel-LP Some Time in New York City 1972 finns Spector avbildad på omslaget med devisen To Know Him Is To Love Him (den devis som både stod på Spectors fars gravsten och var titeln på Spectors genombrottslåt 1958).
År 1973 producerade Spector delar av det som två år senare skulle bli John Lennons album Rock and Roll. Under inspelningarna började Spectors psykiska hälsa påverka arbetet negativt och han sköt vid åtminstone ett tillfälle skarpt i studion.
År 1977 gavs en dubbel-LP ut med en amatörinspelning med The Beatles från 1962, The Beatles Live! at the Star-Club in Hamburg, Germany 1962. På denna framför gruppen bland annat en version av Spectors "To Know Her is to Love Her", som låten heter med lätt förändrad titel. Redan den 1 januari 1962 hade The Beatles, då med trumslagaren Pete Best, spelat in "To Know Him is to Love Him" som ett av 15 spår vid en provinspelning för producenten Mike Smith på skivbolaget Decca i London. Decca tackade nej till Beatles och 12 av de 15 spåren, däribland "To Know Him is to Love Him", gavs först 1982 ut legalt på LP:n The Complete Silver Beatles.
År 1977 producerade Phil Spector Leonard Cohens album Death of a Ladies’ Man. Cohen skrev normalt sina låtar själv, men på detta album skrevs melodierna gemensamt. Åren 1979–1980 producerade Spector också punkbandet Ramones album End of the Century. Därefter började han alltmer isolera sig i sitt hem. När han någon gång lät sig intervjuas i till exempel tv, bar han mörka glasögon.

## Inspelningar på 1980- och 1990-talen
Under 1980- och 1990-talen hade Spector ett flertal olika projekt med bland andra Cher. Inget av dem blev dock framgångsrikt. Det största projekt han tog sig an på 1990-talet var att producera låtar till den kanadensiska sångerskan Céline Dions skiva Falling into You. Materialet gavs dock aldrig ut på grund av konflikter mellan Spector och Dions skivbolag. Spector ägde rättigheterna till det inspelade materialet och sade att han tänkte ge ut låtarna.

## Privatliv
Spector var 1968–1974 gift med Ronnie Spector, sångerska i The Ronettes, och adopterade tillsammans tre barn. Relationen dominerades av hot, kontroll och svartsjuka där Ronnie Spector till slut med hjälp av bland andra sin mor lyckades fly. Äktenskapets upplösning ledde till att Spector under en längre tid stoppade utbetalningarna av royalties till sin före detta fru likaväl som till de övriga medlemmarna i sånggruppen.

### Mordet på Lana Clarkson

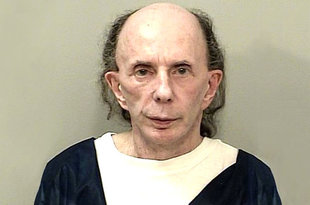
Spectors polisfoto 2014

År 2003 arresterades Spector misstänkt för mordet på skådespelerskan Lana Clarkson, som hittades ihjälskjuten i Spectors hem efter att hon hade träffat honom på House of Blues i Hollywood, där hon arbetade. Spector hävdade att hon hade begått självmord. I en rättegång i september 2007 med en jury på nio personer ansåg sju honom skyldig och två oskyldig. Detta var inte enhälligt, varför rättegången ogillades. Förhandlingarna fick därför tas om, och i april 2009 dömdes Spector till mellan 19 års fängelse och livstids fängelse för mord av andra graden.